# Terebratulina retusa
Terebratulina retusa (synoniem: Terebratulina caputserpentis) is een soort in de taxonomische indeling van de armpotigen. De armpotige is een vastzittend dier met een tweekleppige schelp. Het voedingsapparaat van het dier is een lofofoor, een ring met daarop holle tentakels. Op die lofofoor zitten cilia, kleine zweephaartjes, waarmee een waterstroom naar de mond opgewekt wordt.
De armpotige behoort tot het geslacht Terebratulina en behoort tot de familie Cancellothyrididae. De wetenschappelijke naam van de soort werd voor het eerst geldig gepubliceerd in 1758 door Carl Linnaeus.

## Beschrijving
Terebratulina retusais een mollige, bijna peervormige armpotige tot 3,3 cm lang en 2,5 cm breed. Kenmerkend voor dit zeedier zijn de convexe kleppen die ongelijk zijn omdat de onderste klep is boller dan de bovenste klep. De bovenste klep loopt naar achteren taps toe en de onderste (ventrale) klep heeft een klein gaatje waar een steel (pedikel) uitsteekt om het dier aan het substraat te bevestigen.
Het oppervlak van beide kleppen heeft duidelijke centrale groeilijnen en ongeveer 11-14 talrijke, grove ribben die naar buiten uitstralen vanaf de scharnierlijn naar de voorste randen van de kleppen. De ribben vormen ook gladde, afgeronde knobbeltjes aan de zijranden naar het scharnier toe, maar zijn prominenter aanwezig op de onderste umbo. De voorste rand van de schaal kan afgerond, recht of licht concaaf zijn. Deze soort heeft een witachtige of gele schaal, maar kan tijdens het broedseizoen oranje (bij vrouwen) of crème (bij mannen) zijn vanwege de kleur van de rijpe geslachtsklieren. De witte schelpen van levende individuen zijn bedekt met een sponsachtige, eiwitrijke substantie.

## Verspreiding en Leefgebied
Terebratulina retusais is wijdverbreid in de Noord-Atlantische Oceaan en de Middellandse Zee. Deze soort is te vinden op verticale rotswanden en grove ondergronden. Het kan ook worden bevestigd aan de paardenmossel (Modiolus modiolus), hydroïdpoliepen en diepwaterkoraalriffen. Dit is een sublitorale soort die voorkomt op een diepte van 15 tot meer dan 1500 meter.